# Vellakinar
Vellakinar là một thị xã panchayat của quận Coimbatore thuộc bang Tamil Nadu, Ấn Độ.

## Nhân khẩu
Theo điều tra dân số năm 2001 của Ấn Độ, Vellakinar có dân số 9609 người. Phái nam chiếm 51% tổng số dân và phái nữ chiếm 49%. Vellakinar có tỷ lệ 72% biết đọc biết viết, cao hơn tỷ lệ trung bình toàn quốc là 59,5%: tỷ lệ cho phái nam là 77%, và tỷ lệ cho phái nữ là 67%. Tại Vellakinar, 9% dân số nhỏ hơn 6 tuổi.